# William Vance
William Vance, właśc. William van Cutsem (ur. 8 września 1935 w Anderlechcie, zm. 14 maja 2018 w Santander) – belgijski rysownik komiksowy. Twórca i współtwórca takich serii komiksowych, jak XIII, Bruno Brazil i Bruce J. Hawker.

## Publikacje
- Howard Flynn
- Bruno Brazil
- Bob Morane
- Rodryk
- Ramiro
- Bruce J. Hawker
- XIII
- Blueberry